# Amarguillo

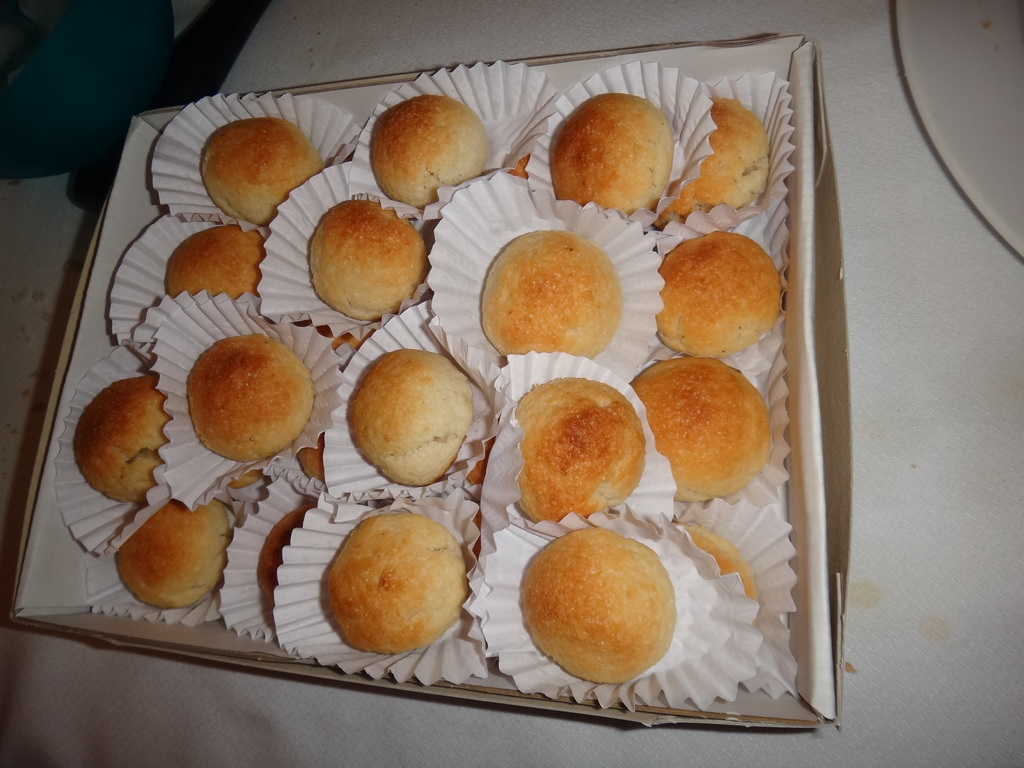
Caja de amarguillos

Amarguillo es un dulce de repostería, que varía en presentación e ingredientes según el lugar de elaboración. En común disponen de las almendras, así como de los ingredientes básicos en la cocina pastelera como son huevos, y el azúcar.

## Orígenes
El amarguillo es un postre típico de:
- Villoldo, en la provincia de Palencia, presentados sobre obleas.[1]
- Sahagún, en la provincia de León[2] Destacando los elaborados en el Monasterio de la Santa Cruz (Sahagún).
- Grazalema, en la provincia de Cádiz, con un toque de canela.
- Medina Sidonia, en la provincia de Cádiz, elaborados con canela, crema dulce de batata y harina, resultando de la suavidad de un mazapán. Tradicionalmente elaborado en la repostería conventual.